# Nick Zoricic
Nick Zoricic (Sarajevo, 19 februari 1983 – Interlaken, 10 maart 2012) was een Canadees freestyleskiër. Hij stond twee keer op het podium bij een wereldbekerwedstrijd skicross. In St. Johann eindigde hij op 7 januari 2011 als tweede, op 15 januari 2012 werd hij in Les Contamines derde. Zijn hoogste eindpositie in de wereldbeker skicross was de vijfde plaats in het seizoen 2010/2011.

## Overlijden
Op 10 maart 2012 kwam Zoricic ten val in de afdaling van de achtste finales van de Wereldbeker freestyleskiën in Grindelwald, Zwitserland. Door de val liep hij schedel- en hersenletsel op, waar hij even later in het ziekenhuis in Interlaken aan overleed.

## Resultaten

### Wereldkampioenschappen
| Jaar | Plaats      | Resultaten  |
| ---- | ----------- | ----------- |
| 2011 | Deer Valley | 8e Skicross |

### Wereldbeker

#### Eindklasseringen
| Seizoen   | Algm | SX  |
| --------- | ---- | --- |
| 2008/2009 | 146e | 41e |
| 2009/2010 | 91e  | 30e |
| 2010/2011 | 19e  | 5e  |
| 2011/2012 | 53e  | 16e |